# Bosquerola de les Bahames
La bosquerola de les Bahames (Setophaga flavescens) és un ocell de la família dels parúlids (Parulidae).

## Hàbitat i distribució
Habita boscos de pins i boscos de rivera de les Bahames.